# Lasiochalcidia dargelasii
Lasiochalcidia dargelasii är en stekelart som först beskrevs av Pierre André Latreille 1805.  Lasiochalcidia dargelasii ingår i släktet Lasiochalcidia och familjen bredlårsteklar. Inga underarter finns listade i Catalogue of Life.